# Chifley Tower
Chifley Tower — небоскрёб, находящийся в городе Сидней, Австралия. Высота здания 244 метра (801 фут), 53 этажа и это делает его девятым по высоте зданием Австралии. Небоскрёб был построен в 1992 году.
Сооружение было разработано архитектурной фирмой «Kohn Pederson Fox & Associates». Структурными инженерами была Flack and Kurtz Australia.